# Eilendorf (przystanek kolejowy)
Eilendorf (niem. Haltepunkt Eilendorf) – przystanek kolejowy w Akwizgranie, w kraju związkowym Nadrenia Północna-Westfalia, w Niemczech. Znajduje się w dzielnicy Eilendorf, na linii Kolonia – Akwizgran. Według DB Station&Service ma kategorię 5. 

## Linie kolejowe
- Linia Kolonia – Akwizgran